# Hoplebaea freyi
Hoplebaea freyi är en skalbaggsart som beskrevs av Kulzer 1970. Hoplebaea freyi ingår i släktet Hoplebaea och familjen Melolonthidae. Inga underarter finns listade i Catalogue of Life.